# Bernardo Salviati
Bernardo Salviati (Firenze, 17 febbraio 1508 – Roma, 6 maggio 1568) è stato un cardinale e condottiero italiano.

## Biografia
Figlio di Jacopo Salviati e Lucrezia de' Medici, fu avviato alla carriera militare, mentre suo fratello Giovanni iniziava quella ecclesiastica. Prese così parte a numerose spedizioni contro i Turchi, e grazie al suo valore arrivò al grado di generale delle galee dell'Ordine dei Cavalieri di Malta.
Stabilitosi in Francia vestì pure lui l'abito ecclesiastico e fu nominato cardinale il 26 febbraio 1561 da papa Pio IV.
La famiglia Salviati era imparentata con importanti uomini di chiesa: suo fratello era il cardinale Giovanni Salviati e da parte di madre era nipote di papa Leone X (Medici). Suo nipote Anton Maria fu pure un cardinale dal 1583. Inoltre le sue parentele lo portarono ad essere anche zio del granduca di Toscana Cosimo I e del cardinale Alessandro de' Medici, futuro papa Leone XI.
La figlia naturale Lucrezia sposò il condottiero Latino Orsini.

## Ascendenza
|                     |                  |                      | Genitori                   |  |  | Nonni |  |  | Bisnonni          |  |  | Trisnonni       |  |
|                     |                  |                      |                            |  |  |       |  |  | Alamanno Salviati |  |  | Jacopo Salviati |  |
|                     |                  |                      |                            |  |  |       |  |  | Alamanno Salviati |  |  | Jacopo Salviati |  |
|                     |                  | Albiera Gucci        |                            |  |  |       |  |  | Alamanno Salviati |  |  |                 |  |
| Giovanni Salviati   |                  |                      |                            |  |  |       |  |  | Alamanno Salviati |  |  |                 |  |
|                     |                  | Caterina de' Medici  | Averardo de' Medici        |  |  |       |  |  |                   |  |  |                 |  |
|                     |                  | Caterina de' Medici  | Averardo de' Medici        |  |  |       |  |  |                   |  |  |                 |  |
|                     |                  | Caterina de' Medici  | Maddalena Monaldi          |  |  |       |  |  |                   |  |  |                 |  |
| Jacopo Salviati     |                  | Caterina de' Medici  |                            |  |  |       |  |  |                   |  |  |                 |  |
|                     |                  | Simone Gondi         | Silvestro Gondi            |  |  |       |  |  |                   |  |  |                 |  |
|                     |                  | Simone Gondi         | Silvestro Gondi            |  |  |       |  |  |                   |  |  |                 |  |
|                     |                  | Simone Gondi         | Alessandra Donati          |  |  |       |  |  |                   |  |  |                 |  |
| Elena Gondi         |                  | Simone Gondi         |                            |  |  |       |  |  |                   |  |  |                 |  |
|                     |                  | Maria Buondelmonti   | Simone Buondelmonti        |  |  |       |  |  |                   |  |  |                 |  |
|                     |                  | Maria Buondelmonti   | Simone Buondelmonti        |  |  |       |  |  |                   |  |  |                 |  |
|                     |                  | Maria Buondelmonti   | …                          |  |  |       |  |  |                   |  |  |                 |  |
| Bernardo Salviati   |                  | Maria Buondelmonti   |                            |  |  |       |  |  |                   |  |  |                 |  |
|                     | Piero de' Medici | Cosimo de' Medici    |                            |  |  |       |  |  |                   |  |  |                 |  |
|                     | Piero de' Medici | Cosimo de' Medici    |                            |  |  |       |  |  |                   |  |  |                 |  |
|                     | Piero de' Medici | Contessina de' Bardi |                            |  |  |       |  |  |                   |  |  |                 |  |
| Lorenzo de' Medici  | Piero de' Medici |                      |                            |  |  |       |  |  |                   |  |  |                 |  |
|                     |                  | Lucrezia Tornabuoni  | Francesco Tornabuoni       |  |  |       |  |  |                   |  |  |                 |  |
|                     |                  | Lucrezia Tornabuoni  | Francesco Tornabuoni       |  |  |       |  |  |                   |  |  |                 |  |
|                     |                  | Lucrezia Tornabuoni  | Selvaggia degli Alessandri |  |  |       |  |  |                   |  |  |                 |  |
| Lucrezia de' Medici |                  | Lucrezia Tornabuoni  |                            |  |  |       |  |  |                   |  |  |                 |  |
|                     |                  | Jacopo Orsini        | Orso Orsini                |  |  |       |  |  |                   |  |  |                 |  |
|                     |                  | Jacopo Orsini        | Orso Orsini                |  |  |       |  |  |                   |  |  |                 |  |
|                     |                  | Jacopo Orsini        | Lucrezia Conti             |  |  |       |  |  |                   |  |  |                 |  |
| Clarice Orsini      |                  | Jacopo Orsini        |                            |  |  |       |  |  |                   |  |  |                 |  |
|                     |                  | Maddalena Orsini     | Carlo Orsini               |  |  |       |  |  |                   |  |  |                 |  |
|                     |                  | Maddalena Orsini     | Carlo Orsini               |  |  |       |  |  |                   |  |  |                 |  |
|                     |                  | Maddalena Orsini     | Paola Orsini               |  |  |       |  |  |                   |  |  |                 |  |
|                     |                  | Maddalena Orsini     |                            |  |  |       |  |  |                   |  |  |                 |  |